# Constantin Țuțu
Constantin Țuțu (n. 9 februarie 1987, Băcioi, RSS Moldovenească) este un luptător profesionist din Republica Moldova, practicant al genurilor de arte marțiale kickboxing și Muay Thai, fost deputat în Parlamentul Republicii Moldova.
Țuțu este cel mai bun luptător de kickboxing din Republica Moldova, fiind dublu campion mondial în versiunea KOK (King of Kings), la turneul „KOK World Grand Prix” din 2011 și 2014, câștigătorul Grand Prix FEA din 2009, campion FEA 2011, campion K-1 World Grand Prix 85kg în 2013, campion al Moldovei și câștigător al altor turnee regionale.
Constantin Țuțu face sport de la vârsta de 9 ani, inițial practicând, însă, karate. Din 2005 antrenorul său este Nicanor Trocin. În prezent este membru al clubului de lupte chișinăuean ”Champion Thai Gym”. 
În 2012 Țuțu a fost implicat într-o reglare de conturi la Orhei, soldată cu moartea interlopului moldovean Alexei Veretco, alias „Krasavcik”. Țuțu a fost acuzat de implicare în omorul lui Veretco și a fost dat în căutare, pe numele său fiind emis mandat de arestare, însă după ce asasinul s-a predat, Țuțu a fost scos de sub urmărire penală. Atunci el declarase pentru Jurnal TV, că regretă totul ce s-a întâmplat: „Nu sunt un criminal. Îmi pare rău că am asistat la așa ceva”.
În toamna anului 2014, Constantin Țuțu a devenit membru al Partidului Democrat din Moldova și la alegerile parlamentare din 2014 din Republica Moldova el a fost al 13-lea pe lista candidaților PD. În 2014-2019 a fost deputat în Parlamentul Republicii Moldova în cadrul fracțiunii PD.